# H-NS
Les protéines H-NS, pour Histone-like Nucleoid-Structuring, appartiennent à une famille de protéines bactériennes qui interviennent dans la formation de la structure du nucléoïde et affectent l'expression génétique sous certaines conditions. Elles participent à la régulation de l'expression des gènes avec essentiellement un effet répresseur. Elles jouent un rôle déterminant dans l'adaptation aux changements environnementaux et au stress ainsi que dans la protection des bactéries contre les ADN étrangers potentiellement dangereux pour elles. Chez Escherichia coli, entre 200 et 300 gènes sont contrôlés par ces protéines, qui sont, avec environ 20 000 molécules par cellule, parmi les protéines de liaison à l'ADN les plus abondantes. Ces protéines ont des homologues codés sur de nombreux plasmides bactériens.
Les protéines H-NS agissent sur la topologie de l'ADN (en). On pense qu'elles forment des complexes entre elles-mêmes et différents segments d'ADN, ce qui a pour effet de les lier ensemble,. Par ailleurs, elles régulent l'expression des gènes en se liant aux régions d'ADN riches en paires A–T, qui sont abondantes au niveau des promoteurs ainsi que des gènes acquis par transfert horizontal, ce qui offre un mécanisme de protection contre les dommages potentiels causés par de l'ADN xénogène. En particulier, ces protéines tendent à se lier en amont et en aval des promoteurs, formant une boucle sur laquelle l'ARN polymérase se retrouve bloquée sans pouvoir démarrer la transcription.
L'effet répresseur des protéines H-NS peut être levé par liaison avec une autre protéine ou à la suite d'un changement de conformation de l'ADN, qui peut survenir par exemple sous l'effet d'un changement de température ou d'osmolarité, ce qui permet de déclencher une réponse au stress ou à un changement d'environnement.
Les protéines H-NS peuvent également interagir avec d'autres protéines bactériennes pour modifier leur fonctionnement, comme c'est le cas avec la protéine FliG du moteur flagellaire (en) pour accroître son activité.